# Cyanocorax luxuosus
La ghiandaia verde (Cyanocorax luxuosus (Lesson, 1839)) è un uccello passeriforme della famiglia dei corvidi.

## Etimologia
Il nome scientifico della specie, luxuosus, deriva dal latino e significa "lussuoso", in riferimento alla livrea di questi uccelli.

## Descrizione

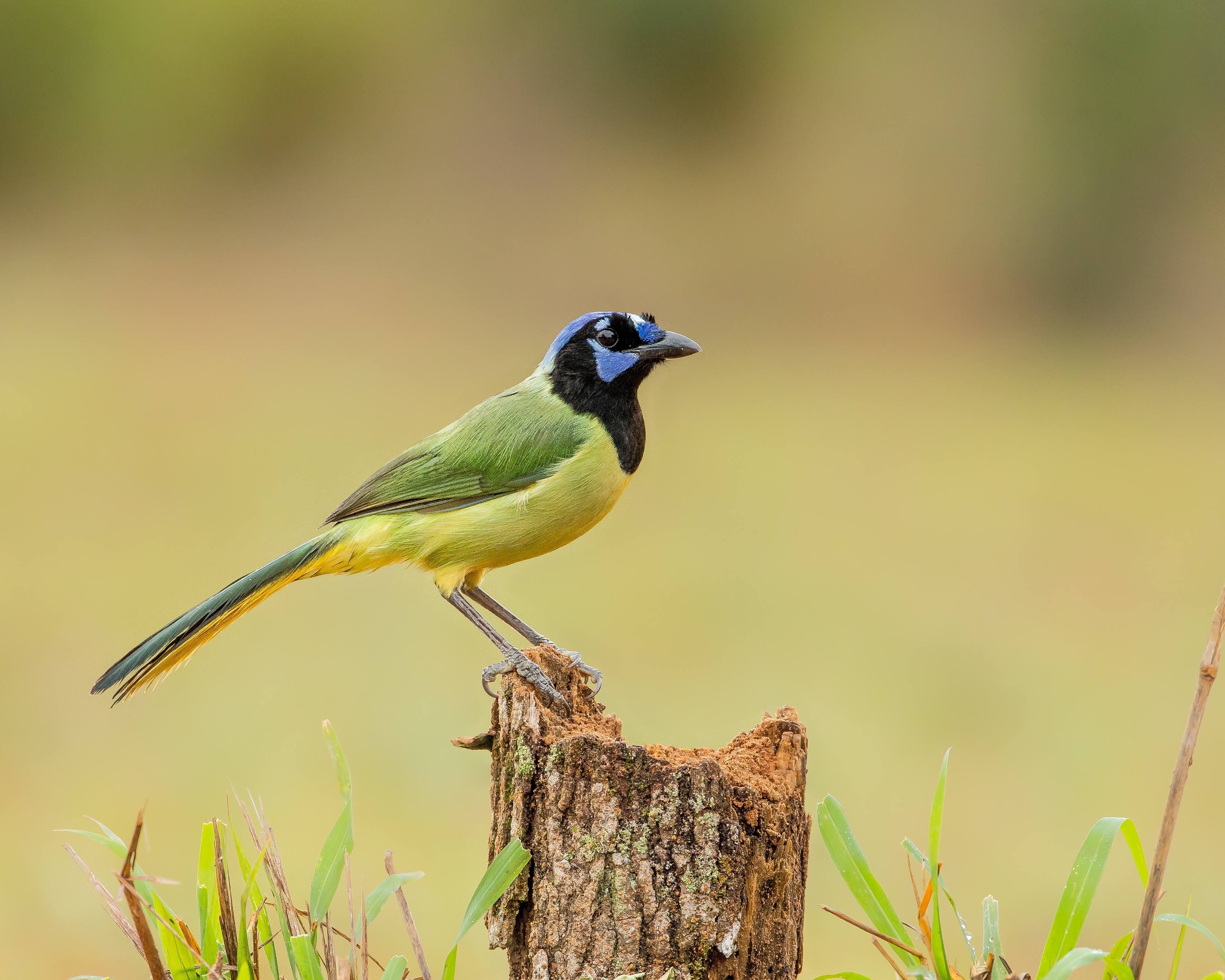
Esemplare in Texas.

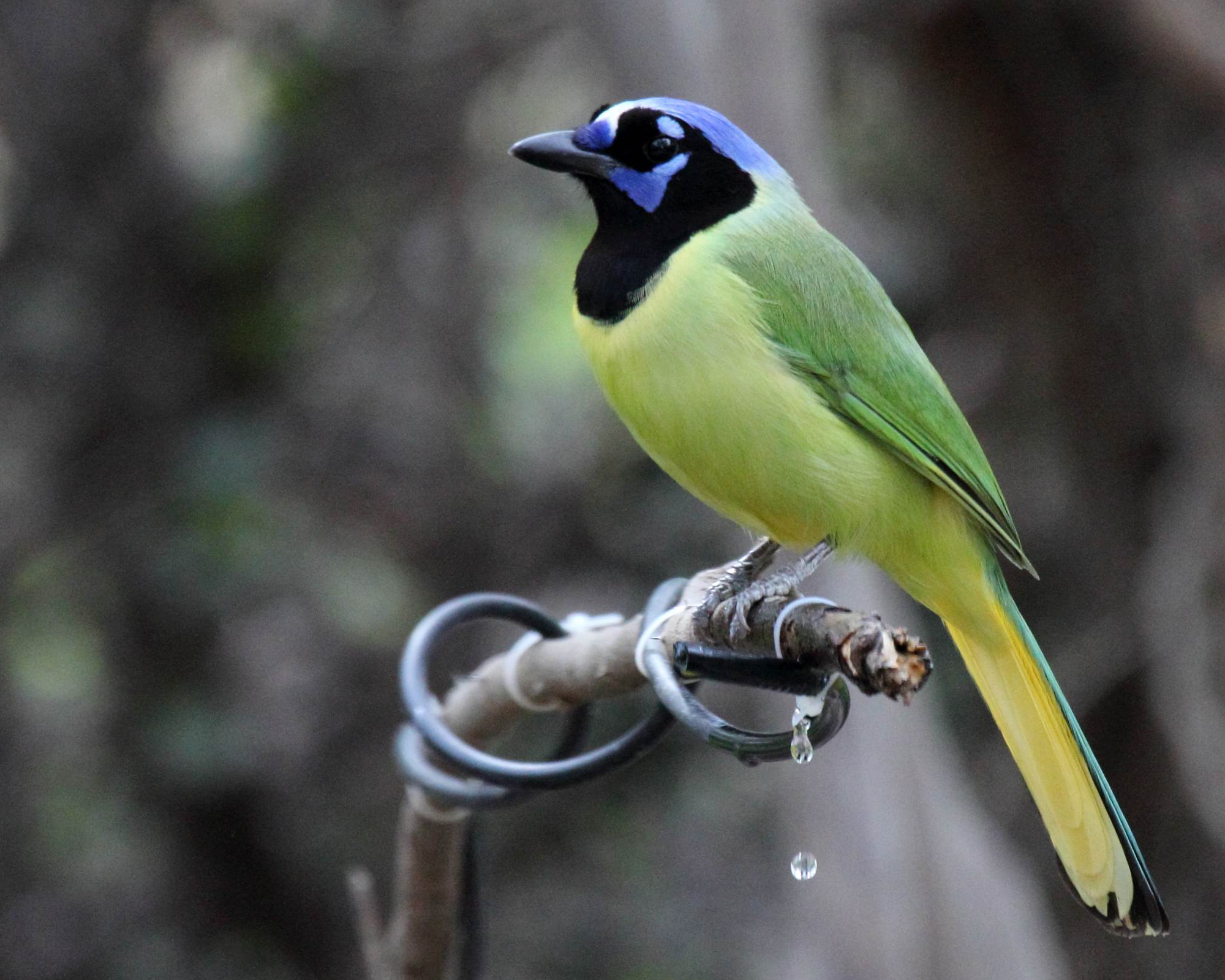
Esemplare in natura.

### Dimensioni
Misura 25-29 cm di lunghezza, per 66-110 g di peso.

### Aspetto
Si tratta di uccelli dall'aspetto tozzo e robusto, con grossa testa ovale e allungata munita di cresta erettile su fronte e vertice, nonché di becco forte e conico dall'estremità lievemente adunca, grandi occhi, lunghe ali digitate, coda piuttosto allungata e forti zampe artigliate: nel complesso, questi animali ricordano molto le ghiandaie eurasiatiche e soprattutto l'affine (e secondo alcuni conspecifica) ghiandaia inca, rispetto alla quale presentano taglia media leggermente inferiore, cresta cefalica più corta, colorazione più nitida (in particolare maggiore quantità di blu su vertice e nuca) ed occhi scuri anziché chiari nella maggior parte delle sottospecie.
Il piumaggio è piuttosto variopinto: l'area attorno alle narici è di colore blu, e dello stesso colore sono il mustacchio, le guance ed il sopracciglio (sebbene quest'ultimo tenda ad essere più chiaro). La fronte è bianca, mentre dai lati del becco parte una banda di colore nero vellutato che raggiunge l'area auricolare formando una mascherina facciale che ingolba anche l'azzurro delle sopracciglia e delle guance, andando a comprendere anche i lati del collo, la gola e la parte superiore del petto: le spalle, l'area scapolare, la superficie inferiore delle ali ed il petto sono di colore giallo, che tende a divenire più vivido scendendo su fianchi, ventre e sottocoda (le popolazioni meridionali presentano tuttavia colorazione ventrale più vivida rispetto a quelle settentrionali). Il dorso e le ali (come intuibile dal nome comune) sono di color verde erba, che tende ad acquisire vaghe sfumature azzurre sulle remiganti e sulla coda.
Il becco e le zampe sono di colore nero: gli occhi presentano invece colorazione che va dal bruno scuro al giallo, a seconda della sottospecie.

## Biologia

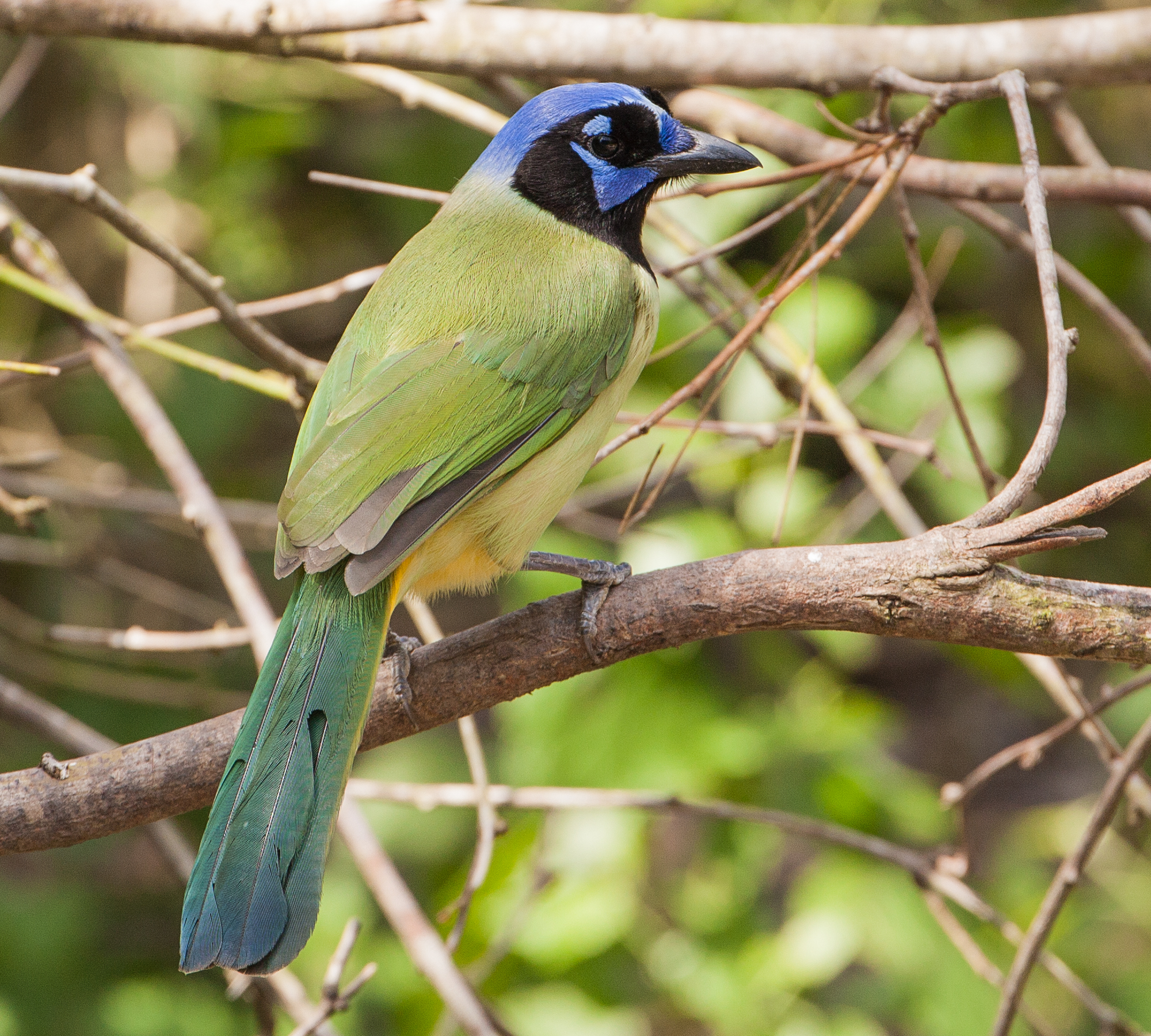
Esemplare nella contea di Cameron.

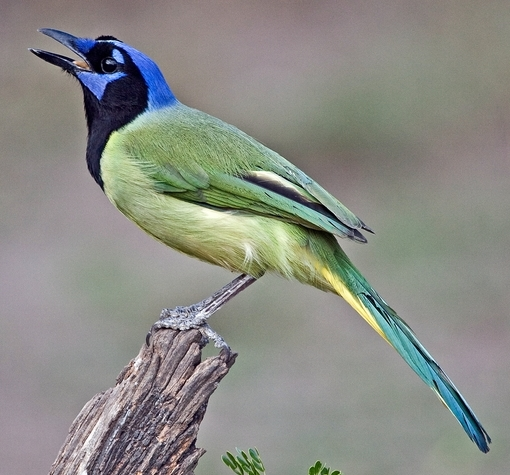
Esemplare vocalizza nei pressi di Roma, Texas.

La ghiandaia verde è un uccello che presenta abitudini di vita essenzialmente diurne e che passa la maggior parte della propria giornata alla ricerca di cibo, muovendosi indifferentemente al suolo o fra i rami di alberi e cespugli alla sua ricerca.
Questi uccelli si dimostrano moderatamente social: essi, infatti, possono essere osservati da soli o in coppie, oppure in gruppetti di 6-7 individui che presentano generalmente composizione familiare (che sono cioè costituiti da una coppia riproduttrice e dai giovani esemplari nati durante la covata dell'anno precedente).
Come la stragrande maggioranza dei corvidi, anche le ghiandaie verdi sono animali molto vocali e chiassosi: questi uccelli possiedono un repertorio piuttosto vasto di vocalizzazioni, che vanno dal verso di contatto (grattante e simile a un cane che annusa) ad acuti ed aspri richiami d'allarme emessi al sopraggiungere di un potenziale pericolo.

### Alimentazione

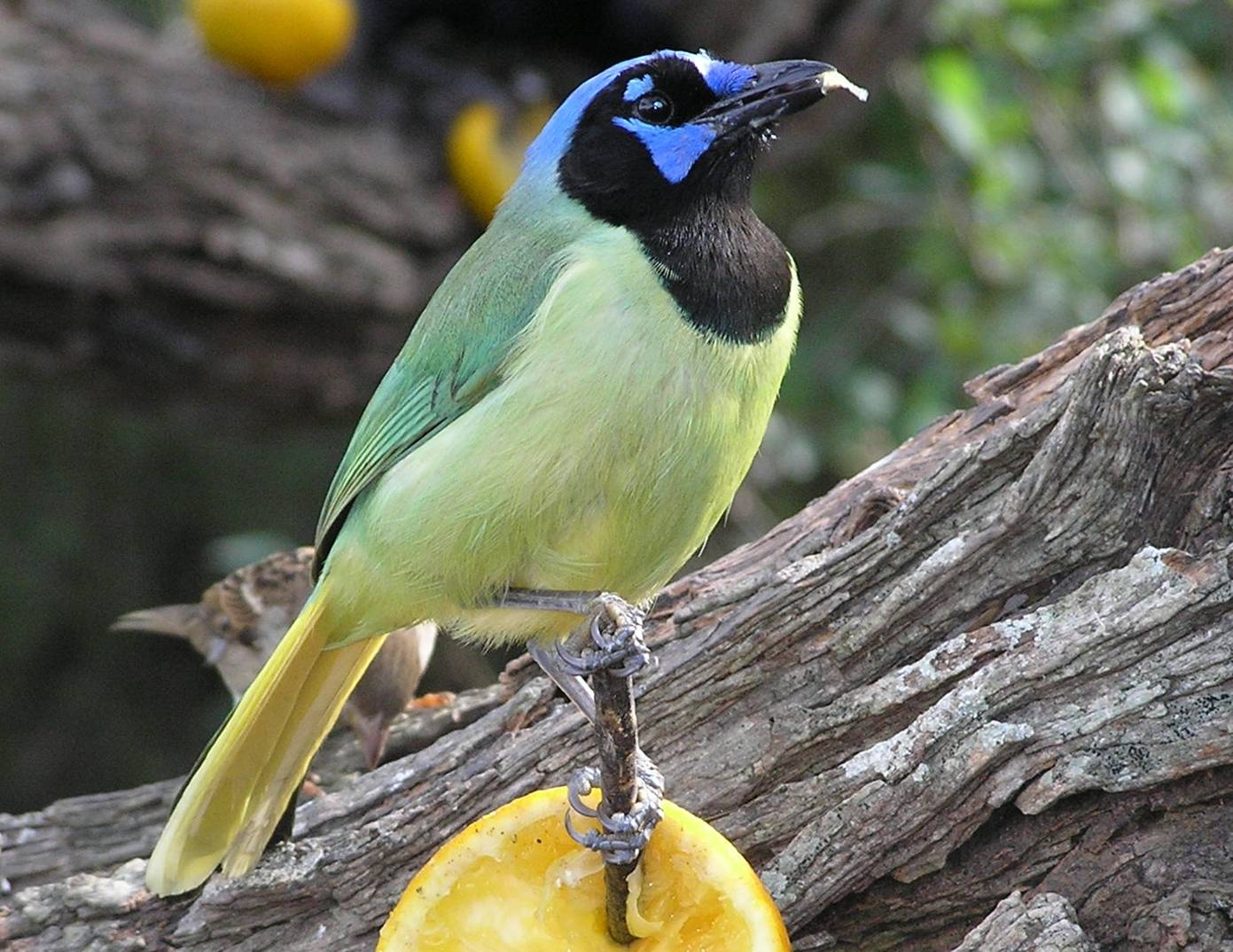
Esemplare si alimenta a una mangiatoia.

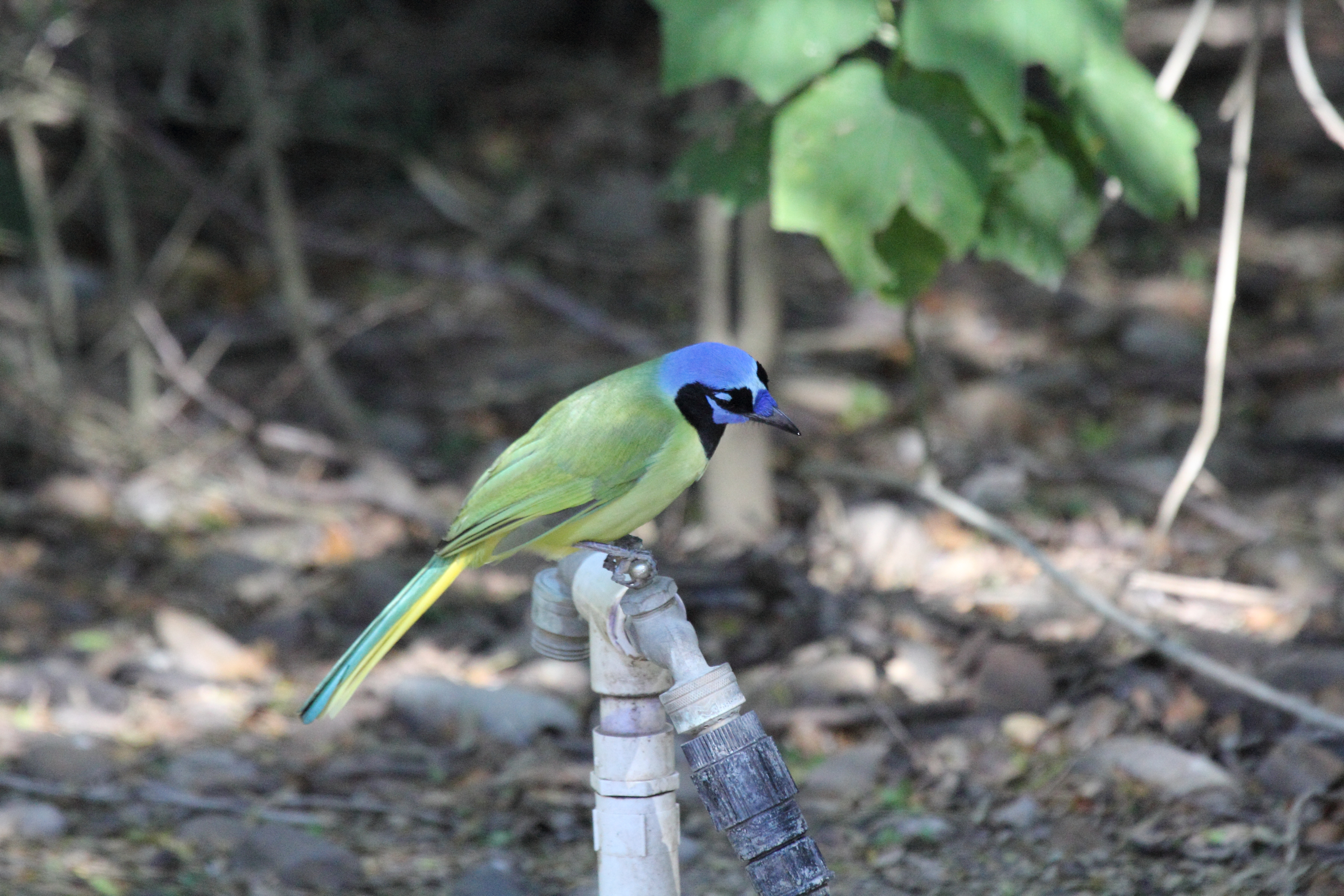
Esemplare cerca il cibo al suolo.

La ghiandaia verde è un uccello onnivoro e piuttosto opportunista, che può cibarsi di alimenti di origine animale e vegetale a seconda della disponibilità del momento e del periodo, con lieve preponderanza della dieta carnivoro-insettivora su quella vegetariana.
Fra i cibi di origine animale consumati vi sono soprattutto insetti ed altri artropodi, invertebrati e larve, nonché piccoli vertebrati (uova e nidiacei ottenuti razziando i nidi, topolini, anfibi, piccoli rettili come lucertole e serpentelli): fra i cibi di origine vegetale, invece, figurano bacche, semi (come quelli dell'ebano texano), ghiande, frutta e granaglie.
Similmente a molte specie di corvidi, anche la ghiandaia verde (soprattutto nelle aree settentrionali dell'areale occupato dalla specie) è solita conservare il cibo in surplus in nascondigli ricavati nel terreno e nelle cavità degli alberi, per poi reperirlo durante i mesi in cui la disponibilità di cibo è inferiore: questi uccelli, inoltre, sono stati osservati mentre utilizzavano degli strumenti (in particolare dei rametti mondati delle foglie) per estrarre degli insetti dalla corteccia.

### Riproduzione

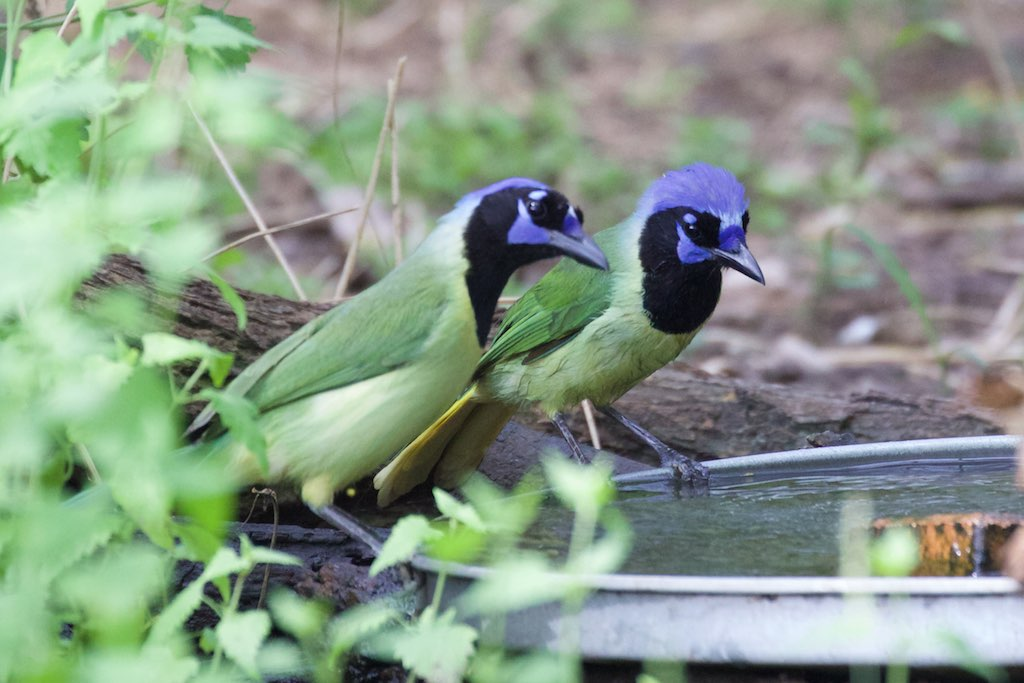
Coppia al suolo nei pressi del Rio Grande.

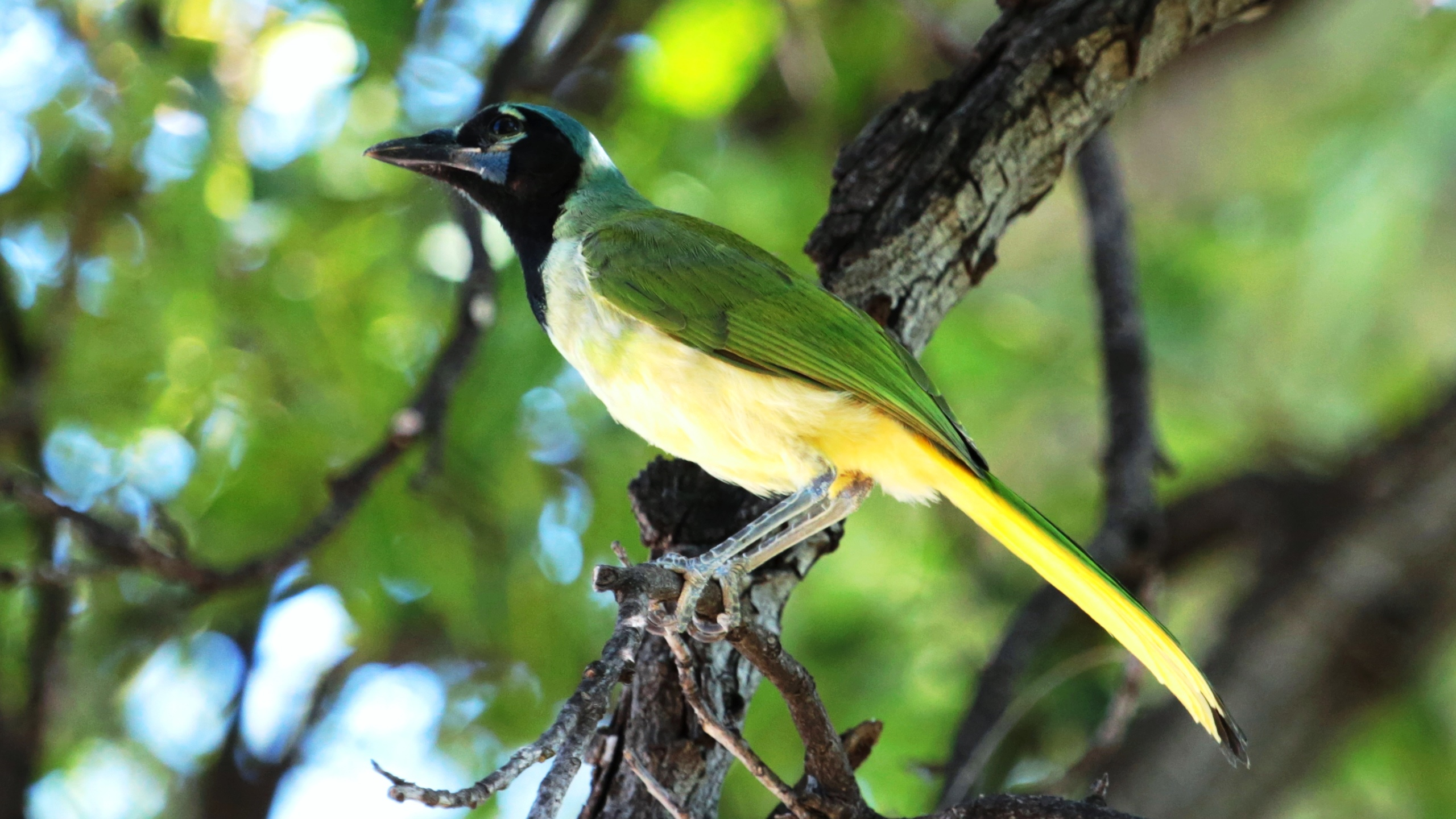
Esemplare a Bustamante.

Si tratta di uccelli monogami, che si riproducono fra aprile e giugno.
Le coppie collaborano sia nella costruzione del nido (una struttura a coppa composta da rametti intrecciati e foderata internamente con fibre vegetali più soffici, ubicata fra i rami di un albero o di un cespuglio) che nell'allevamento della prole, non di rado coadiuvate in quest'ultima attività dagli altri membri del gruppo (che altro non sono se non i fratelli maggiori dei pulcini che si apprestano a nascere): la cova, invece, è appannaggio esclusivo della femmina, che però durante l'incubazione viene nutrita 6 volte al giorno dal compagno, che staziona costantemente di guardia nei pressi del nido.

Le uova sono di colore bianco sporco, e vengono covate per circa 17 giorni: i pulli sono ciechi ed implumi alla schiusa, e per la prima settimana di vita vengono imbeccati dalla sola femmina (a sua volta imbeccata dal maschio). L'involo avviene a circa tre settimane dalla schiusa, mentre l'indipendenza completa è piuttosto tardiva ed avviene dopo almeno un altro mese e mezzo, tuttavia i giovani continuano a rimanere nel gruppo natio (dal quale i genitori espellono i figli nati l'anno precedente una volta cresciuti i fratelli minori) per un altro anno.

## Distribuzione e habitat

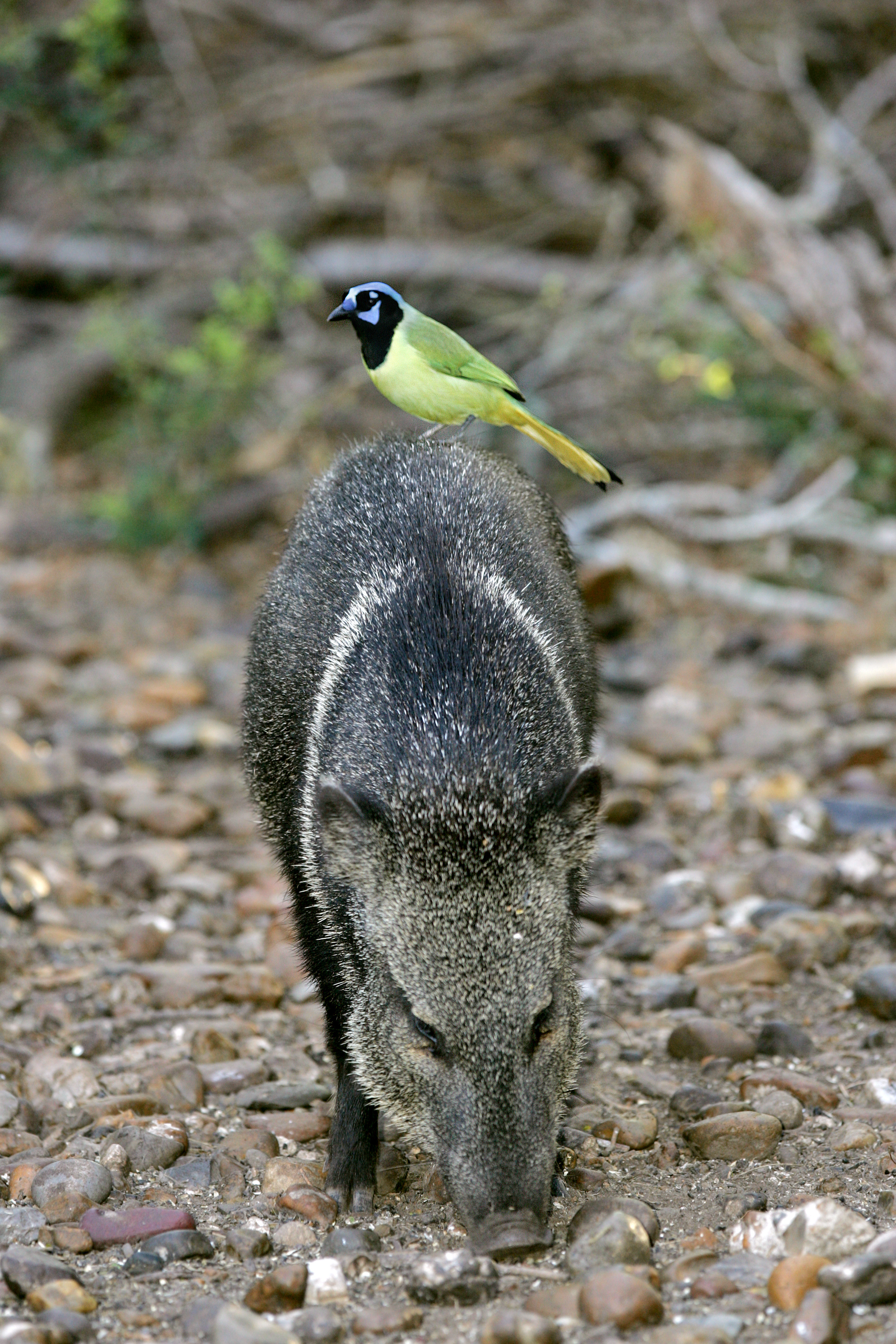
Esemplare sul dorso di un pecari dal collare.

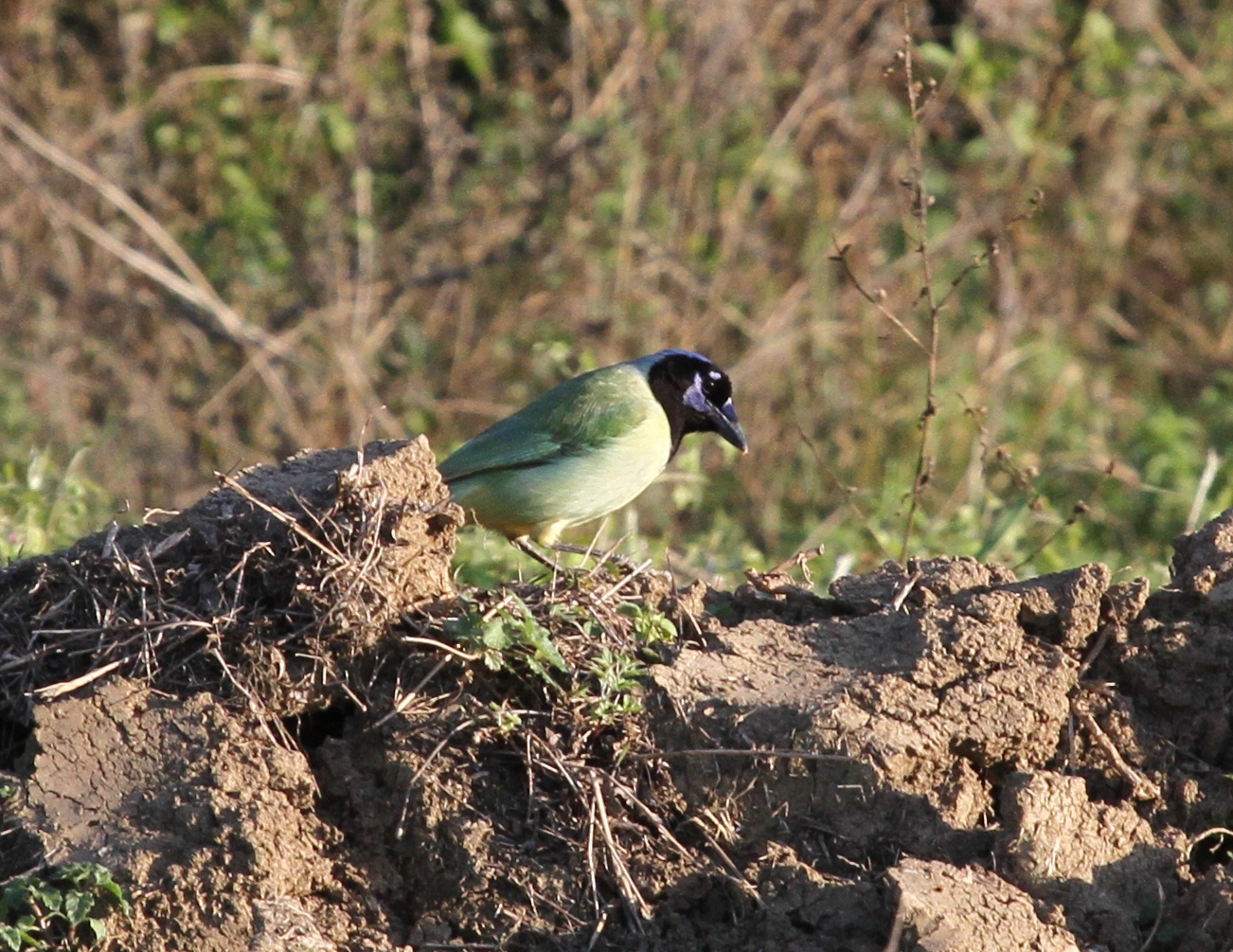
Esemplare al suolo nei pressi di Montemorelos.

La ghiandaia verde è diffusa nel nord dell'America centrale, occupando un areale che partendo dall'estremo sud-est del Texas (basso corso del Rio Bravo) comprende le fasce costiere del Messico (sia quella atlantica che quella pacifica ad est del Colima), la penisola dello Yucatán, il Belize, il Guatemala meridionale e centro-settentrionale ed il nord dell'Honduras.
Residente in tutto l'areale di diffusione, tuttavia nelle popolazioni honduregne è possibile notare delle piccole migrazioni altitudinali stagionali.
L'habitat di questi uccelli è rappresentato da un vasto range di ambienti alberati subtropicali, che vanno dalla foresta arida pedemontana alle aree alberate ed arbustive semiaride, passando per le macchie arbustive nelle aree erbose: le ghiandaie verdi prediligono le aree di ricrescita secondaria, con copertura arborea non troppo folta (pur gradendo la presenza di grossi alberi dove reperire facilmente grandi quantità di cibo) e presenza di sottobosco arbustivo e radure erbose più o meno estese.

## Tassonomia
Se ne riconoscono 8 sottospecie:

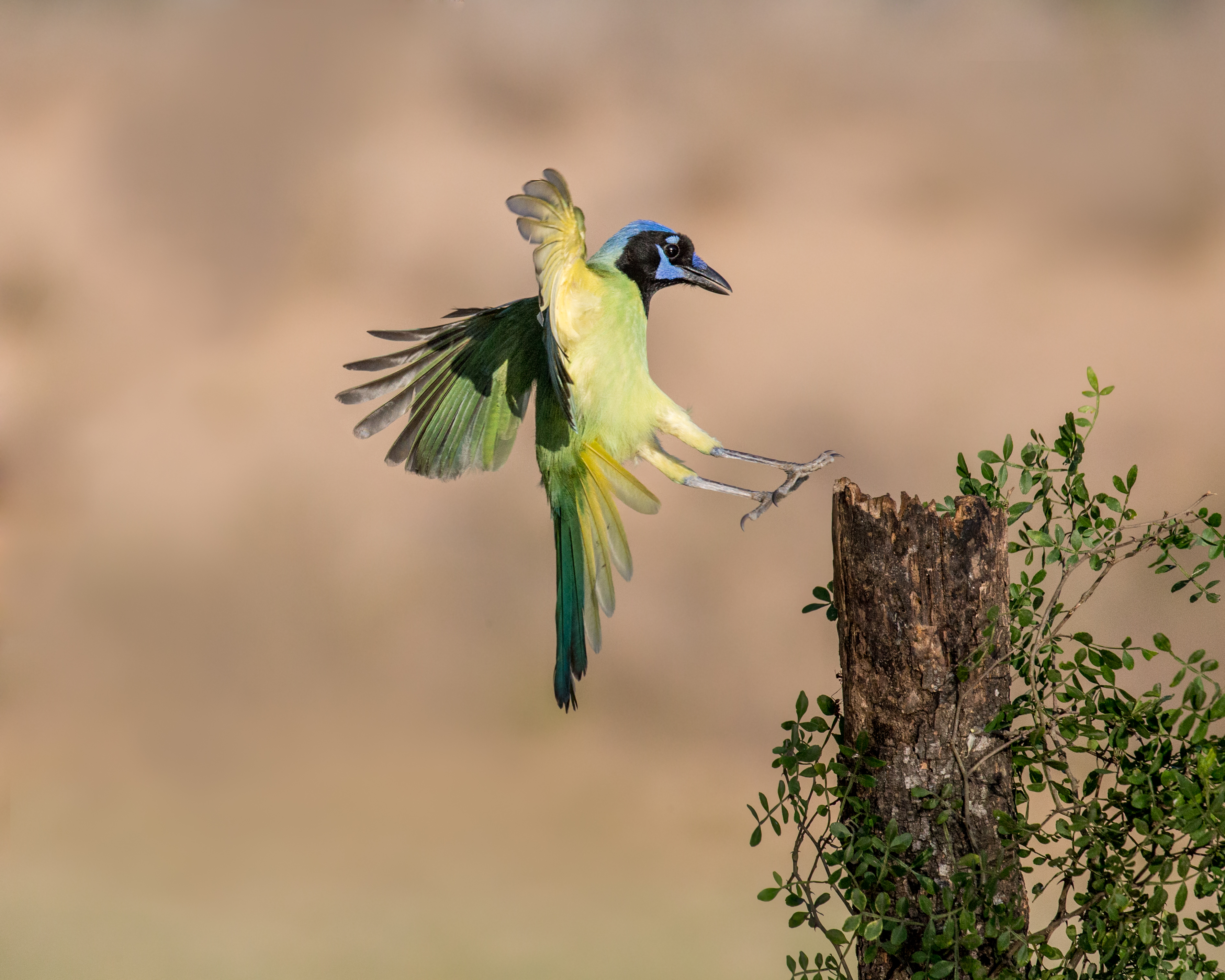
Esemplare della sottospecie glaucescens in procinto di posarsi in Texas.

- Cyanocorax luxuosus glaucescens (Ridgway, 1900) - diffusa nell'area di confine fra il Texas ed il Messico (stati	di Nuevo León e Tamaulipas;
- Cyanocorax luxuosus luxuosus (Lesson, 1839) - la sottospecie nominale, diffusa dal San Luis Potosí orientale al Puebla e al Veracruz centrale;
- Cyanocorax luxuosus speciosus (Nelson, 1900) - diffusa dal Nayarit al Jalisco;
- Cyanocorax luxuosus vividus (Ridgway, 1900) - diffusa dal Colima all'Oaxaca centro-meridionale;
- Cyanocorax luxuosus maya (van Rossem, 1934) - diffusa nel Tabasco e nella penisola dello Yucatán;
- Cyanocorax luxuosus confusus Phillips, 1966 - diffusa nel Chiapas e nel Guatemala sud-occidentale;
- Cyanocorax luxuosus centralis (van Rossem, 1934) - diffusa dall'area di confine fra Tabasco, Chiapas e Quintana Roo al nord dell'Honduras attraverso Belize e Guatemala centro-settentrionale;
- Cyanocorax luxuosus cozumelae (van Rossem, 1934) - endemica di Cozumel;

Mentre alcuni autori accorperebbero la sottospecie cozumelae a maya.

In passato, l'intera specie veniva accorpata alla ghiandaia inca, dalla quale presenta areale disgiunto: alcuni autori, pur riconoscendo la distanza genetica fra il "blocco luxuosus" ed il "blocco yncas", continuano a ritenere corretta tale classificazione.